# Марининский сельсовет (Московская область)
Марининский сельсовет — упразднённая административно-территориальная единица, существовавшая на территории Московской губернии и Московской области до 1939 года.
Марининский сельсовет был образован в первые годы советской власти. По данным 1918 года он входил в состав Дмитровской волости Дмитровского уезда Московской губернии.
В 1923 году к Марининскому с/с был присоединён Высоковский с/с.
По данным 1926 года в состав сельсовета входили деревни Высоково и Маринино, а также хутора Белянки, Елушки и Поленовский.
В 1929 году Марининский с/с был отнесён к Дмитровскому району Московского округа Московской области.
27 февраля 1935 года Марининский с/с был передан в Коммунистический район.
13 мая 1935 года из Марининского с/с в Волдынский сельсовет Дмитровского района было передано селение Муравьёво.
4 января 1939 года Марининский с/с был возвращён в Дмитровский район.
17 июля 1939 Марининский с/с был упразднён. При этом его территория (селения Высоково и Маринино) была передана Волдынскому с/с.